# Мерая Мей
Мерая Мей Мід (англ. Mariah May Mead, нар. 4 серпня 1998) — англійська професійна реслерка. У червні 2025 року, вона підписала контракт з WWE, де виступає на бренді NXT під ринг-іменем Блейк Монро.
Мід розпочала свою кар'єру у якості ринг-анонсерки у 2018 році, перш ніж дебютувати як професійна реслерка під псевдонімом Мерая Мей у 2019 році, після чого вона виступала в незалежних промоушенах, такому як Revolution Pro Wrestling. Вона дебютувала у World Wonder Ring Stardom у 2022 році та стала чемпіонкою Goddesses of Stardom разом зі своєю напарницею по команді Club Venus Міною Шіракавою. Згодом, вона виступала у All Elite Wrestling (AEW) з 2023 по 2025 рік, де одного разу була Чемпіонкою світу AEW серед жінок.

## Раннє та особисте життя
Мерая Мей Мід народилася 4 серпня 1998 року в Лондоні, Англія, і виросла в районі Іслінгтон. Оригінальне ринг-ім'я Мід, Мерая Мей, є даниною її бабусі, яка дала Мід середнє ім'я та померла до того, як Мід почала займатися професійним реслінгом. Її інше ринг-ім'я, Блейк Монро, є даниною її племінниці та акторці Мерілін Монро. Вона є вболівальницею футбольного клубу «Арсенал».

## Кар'єра у професійному реслінгу

### Рання кар'єра (2018—2022)
Перш ніж стати професійною реслеркою, Мід розпочала свою кар'єру як ринг-анонсерка та з'являлася на кількох шоу протягом 2018 року. 2 лютого 2019 року вона дебютувала на рингу під іменем Мерая Мей, зустрівшись з реслеркою WWE NXT UK Ніною Семюелс, у програшному матчі. Вони провели серію матчів, перетинувшись у кількох промоушенах. У якості заміни в останню хвилину, Мей з'явилася на шоу Progress Wrestling Chapter 89 26 травня 2019 року, де вперше з'явилася на шоу промоушену. На шоу, стилізованому під тему 1980-х років, вона з'явилася в ролі фітнес-інструкторки на ім'я Мерая Іган.
У червні 2019 року Мей взяла участь у невдалому триденному трай-ауті WWE у новому британському Performance Center в Енфілді, де її тренерами були, серед інших, Вільям Рігал та Сара Сток. 29 лютого 2020 року вона змагалася проти п'яти суперників у головній події шоу United Wrestling UK «I Can Do This All Day», вигравши чемпіонство United Wrestling та здобувши свій перший чемпіонський титул у професійному реслінгу.
Після локдауну через COVID-19, Мей повернулася до реслінгу 26 червня 2021 року. Вона сформувала команду з незалежною реслеркою Зої Лукас, відомою як Dream Dollz. Команда провела свій перший спільний матч на TNT Extreme Wrestling. Це партнерство поглибилося на заході Revolution Pro Wrestling (RevPro) «Live from the Cockpit 51»; після того, як Жізель Шоу перемогла Лукас, повернувши собі вакантний титул Беззаперечної Чемпіонки RevPro серед жінок, Мей вийшла на ринг і атакувала нову чемпіонку під час післяматчевого інтерв'ю Суперництво швидко розвивалося, коли Мей кинула виклик Шоу за її щойно здобутий титул 18 липня 2021 року. Ця ворожнеча продовжилася під час турніру промоушену Queen of the Ring пізніше того ж місяця. Мей, разом із Шоном Джексоном та Кеннетом Хафпенні, допомогла Лукас перемогти Шоу, щоб виграти корону та право називати себе Королевою рингу Revolution Pro Wrestling. Невдовзі після цього Мей почала називати себе «Принцесою Revolution Pro Wrestling» і протягом літа протистояла дуету Шоу та Хайен. Ці поєдинки завершилися тим, що Мей знову кинула виклик Шоу за чемпіонство 21 серпня 2021 року на 9-річному ювілейному шоу RevPro у Манчестері.
Протягом решти 2021 року Мей продовжувала досягати успіху в кількох незалежних промоушенах, де вона не лише успішно захистила свій перший чемпіонський титул, але й змогла виграти ще два. У 2022 році вона досягла успіху в RevPro, здобувши перемоги в одиночних матчах проти Шанталь Джордан та Лори Ді Маттео. На 7-річному ювілейному шоу Ultimate Pro Wrestling 30 січня Мей втрутилася в головну подію, вирішивши її результат та отримавши свій четвертий чемпіонський титул –Чемпіонство Big League Wrestling серед жінок.
Наступного місяця, Мей розпочала свій перший тур по Сполучених Штатах, розпочавши із зустрічі на виставці Garden State Trading Card Show у Нью-Джерсі разом із реслерами Ей Джей Лі, Кейтлін, Барбі Гайден, Жизель Шоу, Харлі Кемерон та іншими. Вона дебютувала на американському рингу 26 березня 2022 року на заході Battleground Championship Wrestling's When Worlds Collide, перемігши Леді Фрост на арені 2300 у Філадельфії. Наступного вечора, вона з'явилася на шоу All Night Long промоушену Combat Zone Wrestling, де знову виступила, перш ніж вирушити до Далласа, штат Техас. Протягом наступних трьох днів вона послідовно виступала на WrestleCon, борючись як на Texas Style Wrestling 1 квітня 2022 року, так і на заході New Texas Pro Wrestling's Cowboys from Hell, борючись за чемпіонство серед жінок проти Рейчел Роуз 2 квітня.
Після повернення до Великої Британії, Мей протягом наступних місяців подорожувала Європою та боролася у промоушенах в Німеччині у квітні та в Італії у травні. 9 серпня 2022 року Мей та Кемерон сформували команду під назвою Siren's Fury, але зрештою так і не провели разом жодного матчу. У матчі, який згодом отримав назву Dreamhouse Deathmatch, Мей зустрілася з Харлі Хадсон на прем'єрному заході Sovereign Pro Wrestling — First Reign 1 жовтня 2022 року, у матчі, де все рожеве дозволялося використовувати як зброю. Після цього матчу, Мей вирушила до Пакистану з тижневим медіа-туром, щоб просувати Ring of Pakistan та відвідати тих, хто вижив під час повені в Пакистані 2022 року.

### World Wonder Ring Stardom (2022—2024)

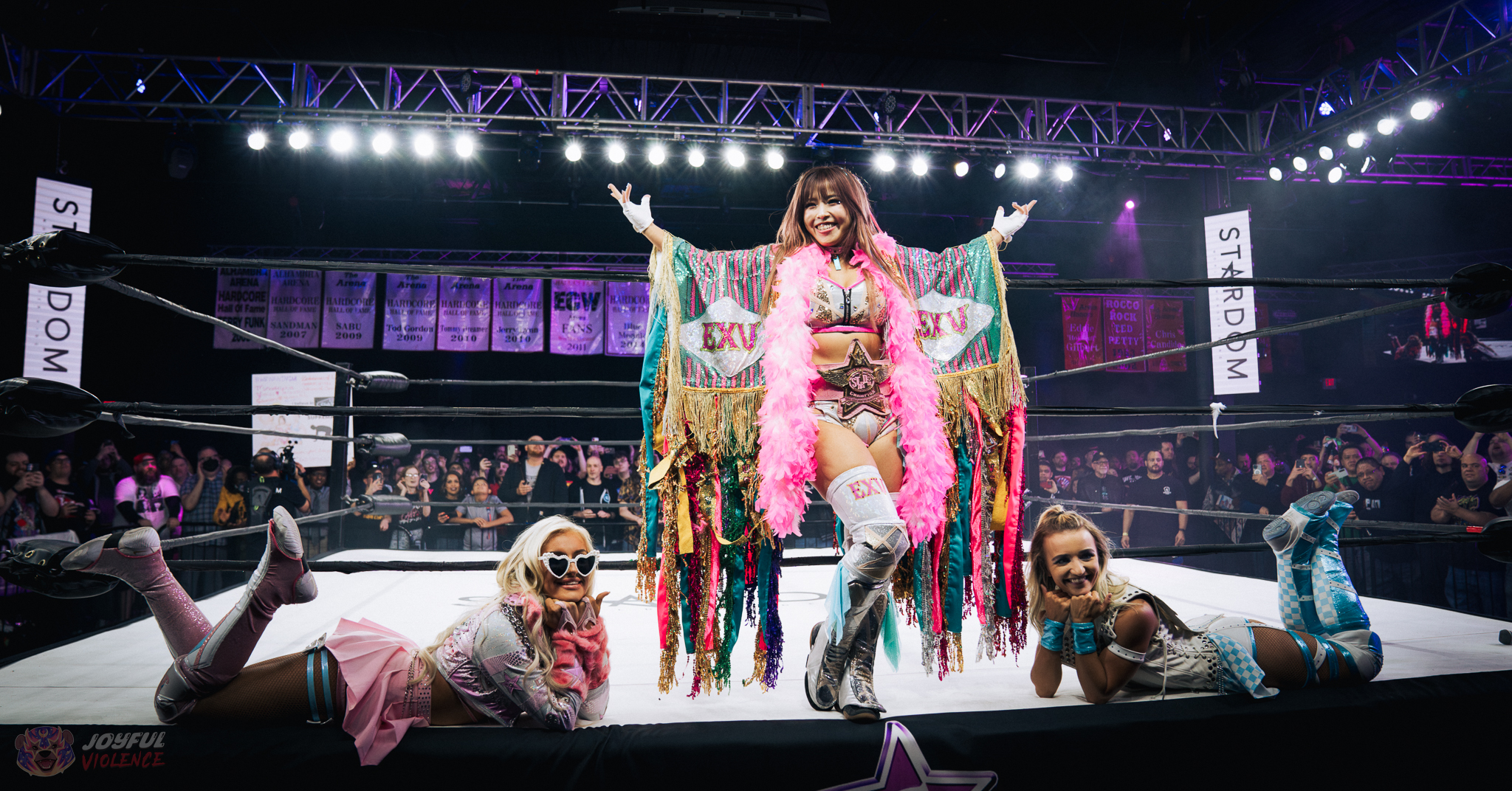
Мей (ліворуч) з учасницями Club Venus Міною Шіракавою та Ся Бруксайд на Stardom American Dream 2024

На заході Dream Queendom 2, організованому World Wonder Ring Stardom, Мей дебютувала в Японії, супроводжуючи Міну Шіракаву до рингу разом із Ся Бруксайд. Ширакава та Унагі Саяка представляли «Космічних Ангелів», здолавши учасниць Донни Дель Мондо Маі Сакурай та Теклу в командному матчі. Після матчу переможна Ширакава словесно та фізично мала конфронтацію з Саякою та оголосила про створення Club Venus — тріо, до якого увійшли вона, Мей та Бруксайд.
Мей офіційно стала новою учасницею Club Venus у матчі проти Super Strong Stardom Big Machine на New Blood Premium, з Шіракавою в її кутку, де Мей почала використовувати альтер-его реслерки у масці на ім'я Sexy Dynamite Princess та вийшла переможницею в одиночному матчі. Наступного вечора, 26 березня, Мей взяла участь у турнірі Cinderella 2023, здобувши перемогу над Ріною. Її час у турнірі зрештою завершився у другому раунді вибуттям через канат від Май Сакурай. Окрім участі у змаганнях на All Star Grand Queendom, як доповнення в останню хвилину до англомовної трансляції заходу, Мей приєдналася до команди коментаторів на весь час шоу.
Після перемоги Мей та Шіракави над Амі Сохрей та Мірай у Коракуен-Холі, дві учасниці Club Venus кинули виклик The New Eras за Чемпіонство Godess of Stardom. Об'єднавшись у підгрупу Club Venus під назвою Rose Gold, Мей та Шіракава отримали свій чемпіонський матч на Sunshine 2023. Досягнувши успіху у своїх починаннях, вони повернули чемпіонське золото до Club Venus та стали 28-ми Чемпіонками Godess of Stardom, що також стало першим чемпіонством Мей у Stardom. Перемігши 18 інших суперниць у матчі останнього шансу, разом із Ханан, Мей кваліфікувалася до 5 Star Grand Prix 2023, де вона змагалася у складі блоку Blue Stars. 30 вересня вона зустрілася зі своєю напарницею-переможницею останнього шансу Ханан у своєму фінальному матчі турніру, який також став прощальним матчем Мей із Stardom. 4 квітня 2024 року Мей тимчасово повернулася до Stardom на Stardom American Dream 2024, об'єднавшись із членами Club Venus Шіракавою та Бруксайд у програшному матчі проти Маю Іватані, Момо Когго та Там Накано.

### All Elite Wrestling (2023—2025)

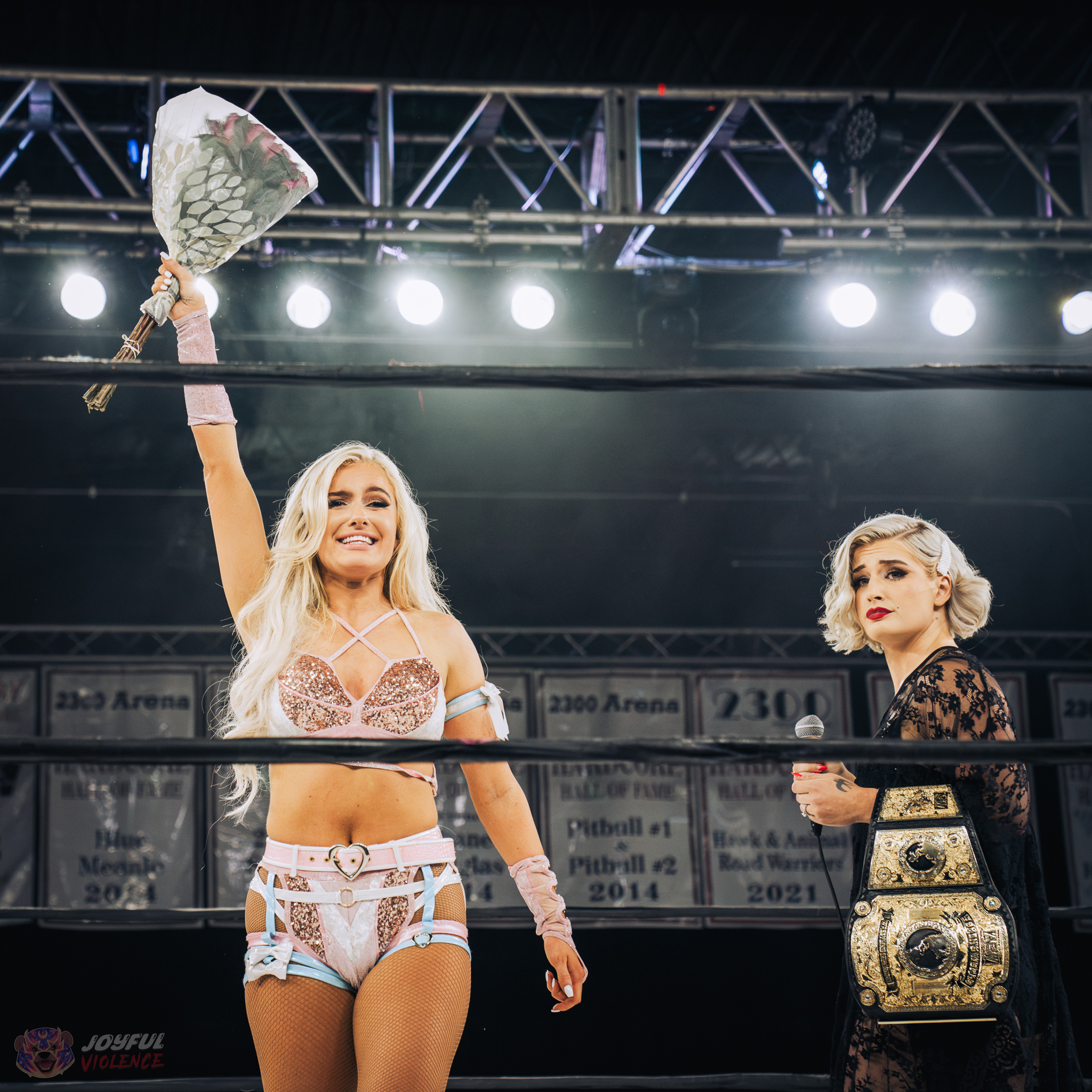
Мей була представлена AEW у листопаді 2023 року як одержима фанатка «Вічної» Тоні Шторм (праворуч), пізніше стала її «дублеркою» та грала роль «попереднього образу» Шторм, поки не зрадила Шторм у липні 2024 року.

8 листопада 2023 року на випуску Dynamite Мей було оголошено новою реслеркою All Elite Wrestling (AEW). Мей була представлена в сегменті RJ City у якості суперфанатки Чемпіонки світу AEW серед жінок «Вічної» Тоні Шторм, що затвердивши себе у якості хіла. У наступні місяці Шторм прийняла Мей як «дублерку» та протеже. На випуску Dynamite від 3 січня 2024 року, Мей дебютувала на рингу AEW, перемігши королеву Амінату. Після матчу, Мей зустрілася з дебютанткою Деонною Пурраццо. На Revolution, Мей прийняла попередній образ Шторм «Рок-зірки», включаючи носіння старого ринг-костюму та вступної музики Шторм, і починала реслінг-матчі на Dynamite та Collision у цьому образі як данину поваги своїй наставниці Шторм. Незважаючи на те, що і Шторм, і Мей все ще були хілами, фанати почали підтримувати їх обох, перетворивши їх на твінерів. Наступними тижнями Шторм і Мей почали змаагтися проти фейсів та хілів. На Supercard of Honor: Zero Hour Мей дебютувала на Ring of Honor (ROH), перемігши Момо Когго. На випуску Dynamite від 11 квітня, Мей перемогла Анну Джей. Після цього її врятувала її колишня партнерка по Stardom Міна Шіракава, з якою вона поцілувалася та випила шампанське, натякаючи на романтичну історію між ними. Пізніше Мей розповіла, що агенти AEW сказали їй та Шіракаві не виявляти романтичної прихильності. Пізніше Мей непомітно перетворилася на бейбіфейс разом зі Шторм. За кілька тижнів до Forbidden Door, Мей опинилася в центрі любовного трикутника, в якому вона розривалася між підтримкою Шторм та Шіракави, яка була претенденткою Шторм на титул на заході. Зрештою, Мей залишалася нейтральною, оскільки вони двоє змагалися за її прихильність. Після того, як Шторм перемогла Шіракаву на Forbidden Door 30 червня, Мей вирішила конфлікт тристороннім поцілунком.

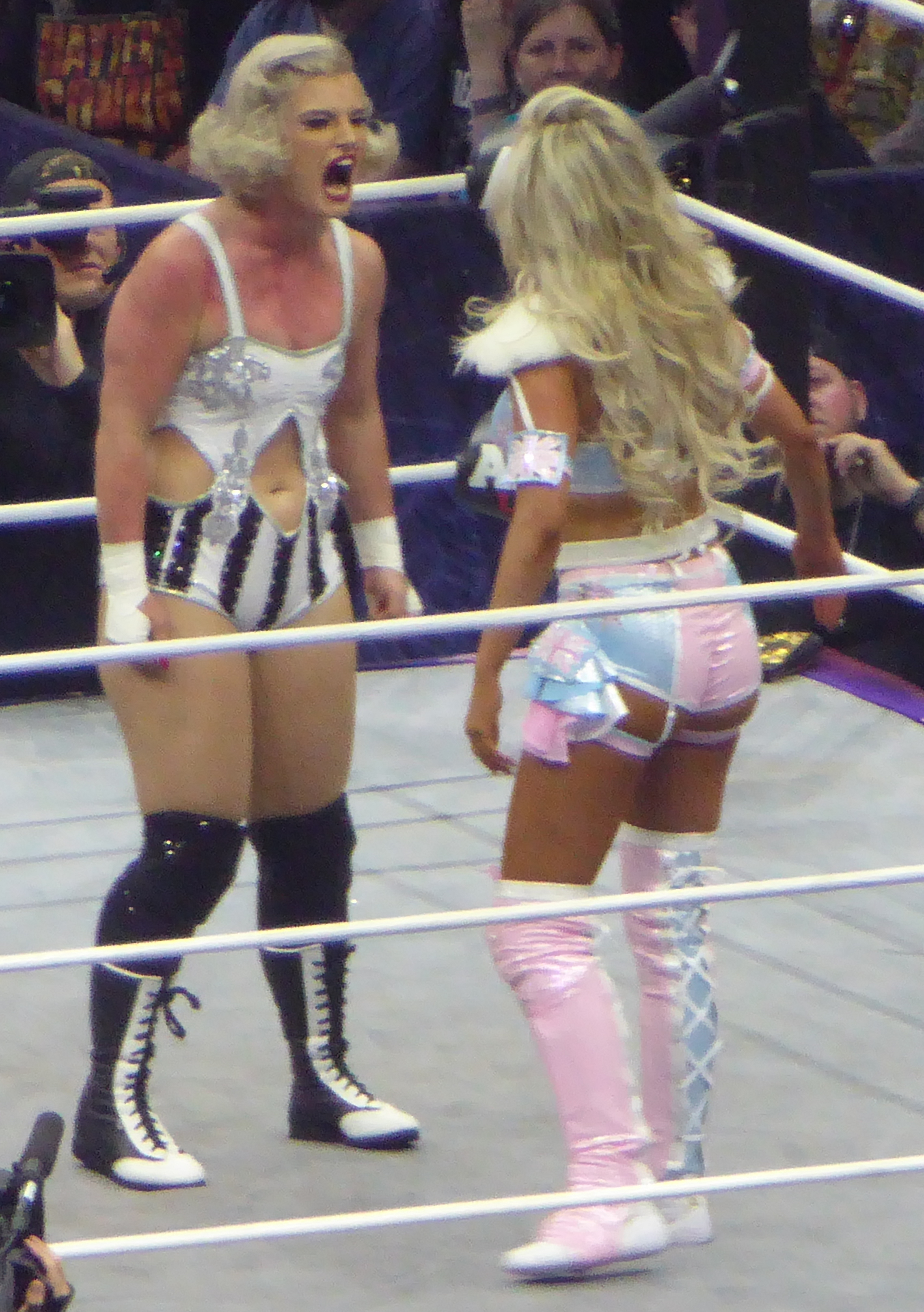
Мей (праворуч) перемогла Тоні Шторм (ліворуч) та виграла Чемпіонство світу серед жінок AEW у серпні 2024 року.

У червні 2024 року, Мей взяла участь у турнірі Owen Hart Foundation, а згодом перемогла Віллоу Найтінгейл, та виграла турнір на випуску Dynamite від 10 липня. Завдяки цій перемозі вона також отримала право на матч за титул чемпіонки світу серед жінок AEW проти Шторм на All In. Відразу після перемоги у фіналі турніру Мей зрадила Шторм та жорстоко напала на неї та екранного дворецького Шторм, Лютера, таким чином відновивши свою роль хіла та назвавши себе «Гламурною» Мераєю Мей. 25 серпня на All In Мей перемогла Шторм та вперше виграла титул Чемпіонки світу серед жінок AEW. На випуску Dynamite від 4 вересня, Мей успішно захистила свій титул проти Найли Роуз. З моменту виграшу титулу Мей прагнула повернення Міни Шіракави та спільного святкування перемоги. 16 листопада на випуску Collision, після успішного захисту свого титулу проти Анни Джей, Мей знову возз'єдналася з Шіракавою. 23 листопада на Full Gear Мей святкувала свою перемогу з Шіракавою, де Мей зрадила Шіракаву. 11 грудня на Dynamite: Winter is Coming, Мей успішно захистила свій титул проти Шіракави. Після матчу Мей перервала Шторм, яка повернулася після майже чотиримісячної перерви в AEW після програшу Мей чемпіонства світу серед жінок, і поводилася так, ніби щойно приєдналася до AEW як новачок у своєму образі «Рок-зірки». 15 січня 2025 року на Dynamite : Maximum Carnage Шторм виграла матч Casino Gauntlet, щоб заробити титульний матч проти Мей. На Collision: Homecoming 25 січня, під час особистої зустрічі з Мей, Шторм зізналася, що її вчинок був лише обманом і що вона весь час була «Вічною». На Grand Slam Australia 15 лютого Мей програла Шторм Чемпіонство світу серед жінок, завершивши свій рейн у 174 дні. На Revolution 9 березня, Мей не змогла перемогти Шторм у матчі-реванші за титул, який був оголошений матчем з фолами будь-де «Hollywood Ending», що завершило їхню ворожнечу в матчі, який став її останнім в AEW. 30 травня 2025 року Мей покинула AEW після того, як її профіль було видалено зі сторінки складу компанії на їхньому вебсайті.

### WWE (2025–дотепер)
Мей несподівано дебютувала у WWE за бренді NXT 3 червня 2025 року на випуску NXT як фейс, де вона протистояла Чемпіонці NXT серед жінок Джейсі Джейн. Згодом вона прийняла нове ринг-ім'я, Блейк Монро. Монро дебютувала на рингу на NXT The Great American Bash 12 липня в командному матчі, де вона об'єдналася з Джордінн Грейс, перемігши Fatal Influence (Джейн та Феллон Хенлі). Наступного вечора на Evolution Монро супроводжувала Грейс у матчі за Чемпіонство NXT серед жінок проти Джейн, де Монро зрадила Грейс, тим самим ставши хілом.

## Інші медіа
Мід працювала моделлю для WWE Shop та британських модних брендів, таких як Misspap та Miss Bardot.
16 січня 2017 року Мід запустила канал на YouTube, де розповідала про своє життя та захоплення реслінгом, модою, іграми та фітнесом. 14 червня 2020 року вона запустила канал на Twitch, на якому транслювала, спілкувалася та грала в ігри зі своїми шанувальниками, яких вона називала «Дім Мей».
У 2022 році Мід була моделлю для Freddy by Livify Clothing та на фестивалі музики Cowboys у Калгарі. Вона також зіграла роль Роксі в комедійному мінісеріалі про реслінг на ITV2 «Deep Heat» та зіграла невелику роль у короткометражному комедійному фільмі жахів «Granny DJ».

## Чемпіонства і досягнення
- All Elite Wrestling

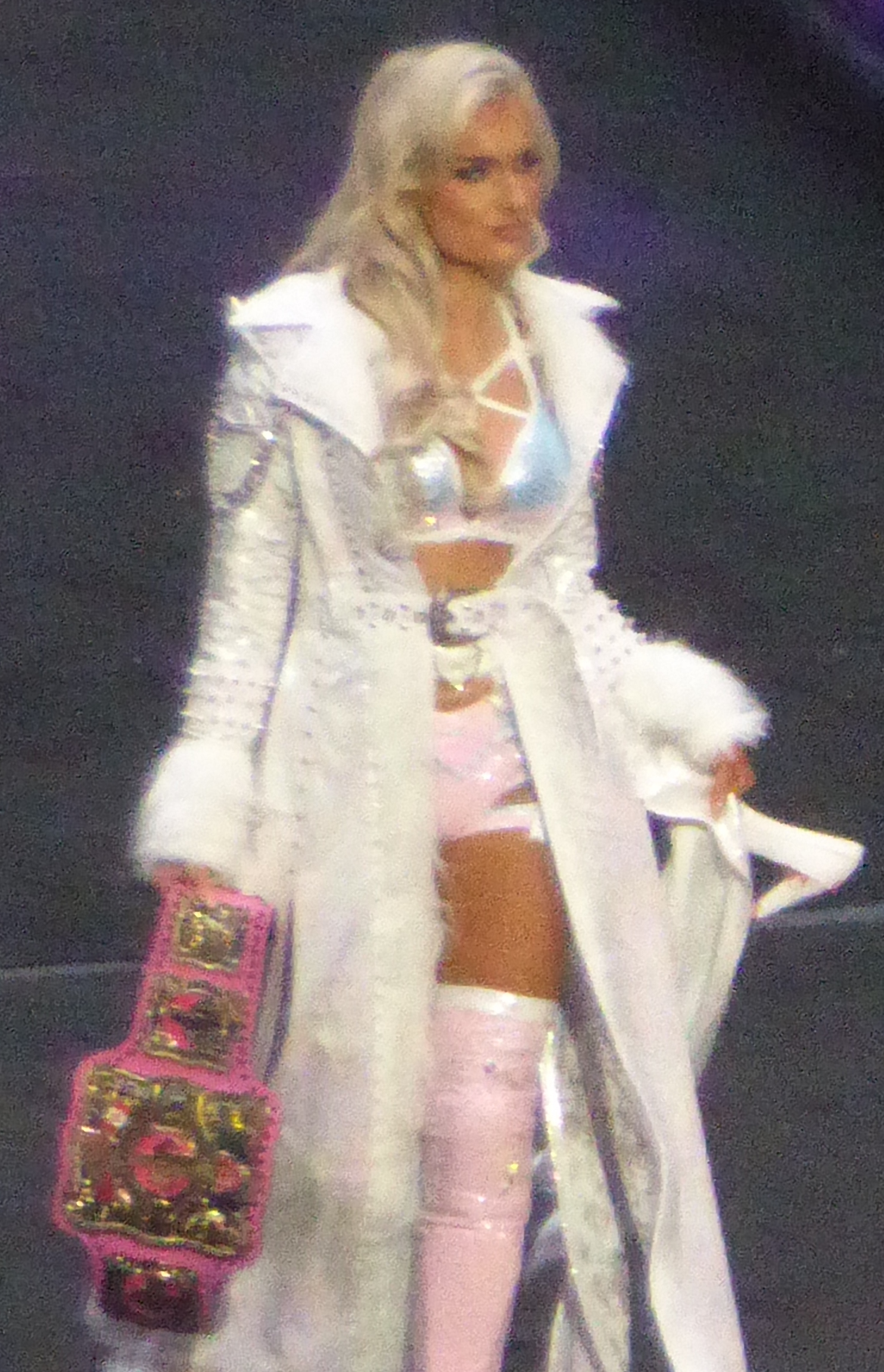
Мей — переможниця Кубка Овена Харта серед жінок 2024 року…

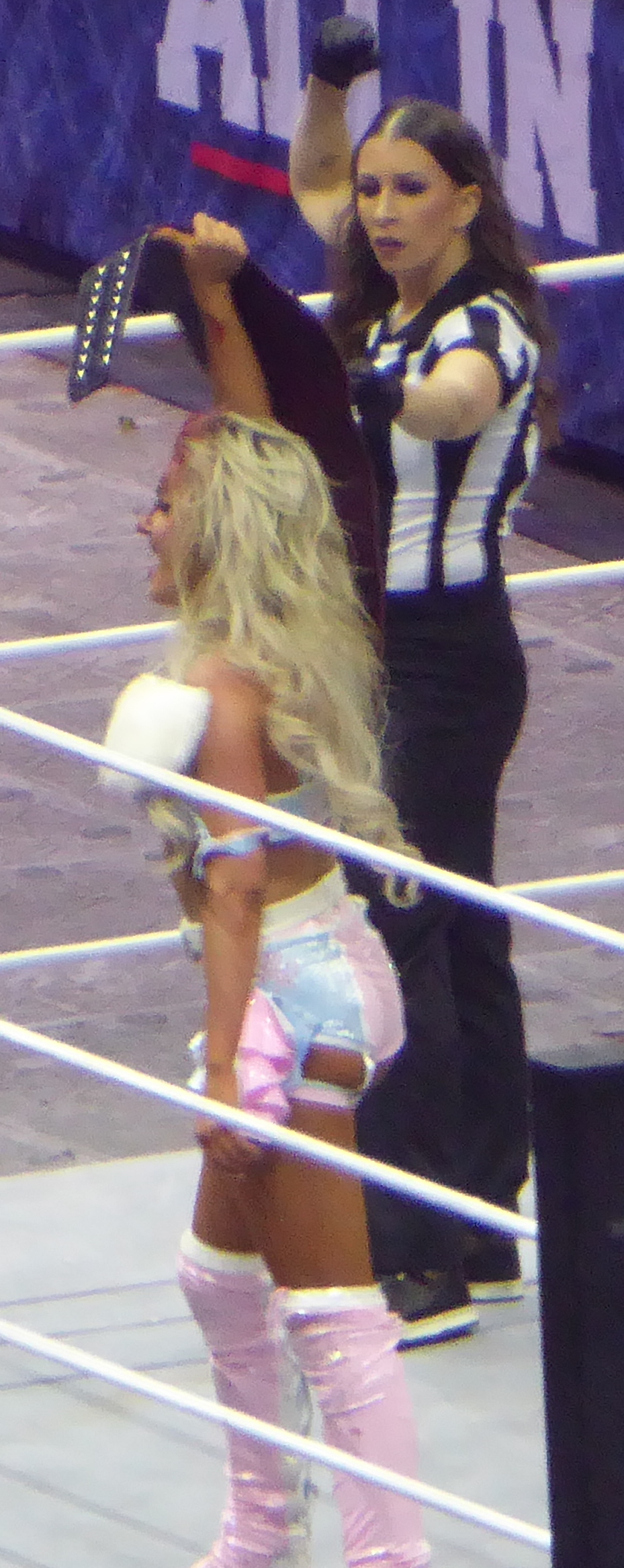
…і колишня Чемпіонка світу серед жінок AEW

  - Чемпіонство світу серед жінок AEW (1 раз)[79]
  - Кубок Овена Харта серед жінок (2024)[80]
- Apex Pro Wrestling
  - Чемпіонство Apex серед жінок (1 раз)
- ESPN
  - 5-те місце серед 30 найкращих професійних реслерів віком до 30 років у 2024 році[81]
- Pro Wrestling Illustrated
  - 9-те місце серед 250 найкращих реслерок у рейтингу PWI Women's 250 у 2024 році[82]
- Slammasters Реслінг
  - Чемпіонство Slammasters серед жінок (1 раз, інавгураційна)[83]
- Ultimate Pro Wrestling UK
  - Чемпіонство Big League Wrestling серед жінок (1 раз)
- United Wrestling UK
  - Чемпіонство United Wrestling UK (1 раз, інавгураційна)[83]
- World Wonder Ring Stardom
  - Чемпіонство Godess of Stardom (1 раз) — з Міною Шіракавою[84]